# Louis Arnoux
Pour les articles homonymes, voir Louis Arnoux (peintre) et Arnoux.
Louis Arnoux (15 avril 1814 à Grenoble, Isère - 3 février 1867 à Saint-Rémy-de-Provence, Bouches-du-Rhône) est un chirurgien de marine et voyageur-naturaliste grenoblois.

## Biographie
Il est né d’un père maréchal-ferrant et d’une mère issue d’une famille rurale de Crolles. Il fait ses études au Collège de Grenoble.
En 1836, il embarque sur la frégate La Galathée en qualité de chirurgien auxiliaire. La réussite d’un concours lui permet d’accéder au grade de chirurgien de marine de 3e classe.
Il effectue une campagne aux Antilles de 1836 à 1839 sur la goélette-brick L’Antilope puis sur la corvette La Bergère, et une campagne jusqu’en Tripolitaine en 1839 et 1840, toujours sur La Bergère.
En 1842, il est choisi par le capitaine de vaisseau Auguste Bérard pour participer en tant que chirurgien-major au voyage de circumnavigation terrestre de la corvette Le Rhin. La corvette a pour mission première de relever L’Allier comme navire stationnaire en Nouvelle-Zélande : il s’agit de veiller aux intérêts des colons français dans la région et de leur apporter assistance si nécessaire. La campagne a toutefois de réels aspects de voyage d’exploration scientifique. La corvette ramène de nombreuses collections de sciences naturelles et d’ethnologie. Parmi elles se trouve le crâne d’une nouvelle espèce de baleine à bec que Louis Georges Duvernoy (1777-1855) nommera en 1851, en hommage au capitaine du vaisseau et à son chirurgien, la bérardie d’Arnoux (Berardius arnuxii).
Au retour à Toulon, Arnoux est chargé d’amener au Muséum national d'histoire naturelle les échantillons collectés. Arnoux fait don à sa ville natale, en 1846, d’importantes collections ethnologiques. Il donne aussi de nombreux spécimens zoologiques à la Faculté des sciences de Grenoble.
Louis Arnoux soutient en 1852 une thèse de médecine à l’université de Montpellier.
Affecté en 1862 sur Le Fleurus, stationnaire dans le Levant, il se voit atteint d’une grave maladie pulmonaire. L’affection le condamne à rester à terre. En 1864, il est nommé professeur de pathologie générale élémentaire aux hôpitaux de la marine à Toulon. Il est ensuite chargé de la direction d’un asile privé à Saint-Rémy jusqu’à sa mort.

## Distinctions
- Officier de la Légion d'honneur (1864)

## Sources
- Joëlle Rochas. Muséum de Grenoble : une histoire naturelle. Édité par le Muséum de Grenoble, 2008 (ouvrage adapté de la thèse de l'auteur).
- Bernard Serra-Tosio. Louis Arnoux (1814-1867), chirurgien de marine et voyageur-naturaliste grenoblois. Conférence donnée au Bio-Club le 19 février 1996. Bulletin du Bio-Club.